# 호즈미역
호즈미역(일본어: 穂積駅 호즈미에키[*])은 일본 기후현 미즈호시에 있는 도카이 여객철도의 철도역이다.

## 역 구조
섬식 1면 2선 구조의 지상역이다. 화물 열차와 회송 열차를 위한 대피선이 존재한다.
역무원만 배치되어 있는 직영역으로, 기후역이 관리하고 있다. TOICA 및 제휴 교통카드의 사용이 가능하다.

### 승강장
| 1 | ■ 도카이도 본선 | 오가키 · 마이바라 방면 |
| 2 | ■ 도카이도 본선 | 기후 · 나고야 방면     |

## 역세권 정보
- 나가라강

## 역사
- 1906년 8월 1일 - 일본국유철도 도카이도 본선 기후 역 ~ 오가키 역 사이에 신설 개업.
- 1987년 4월 1일 - 민영화에 따라 도카이 여객철도의 소속이 되었다.
- 2006년 11월 25일 - TOICA의 사용이 개시되었다.
- 2010년 10월 - 요스가노소라의 배경으로 나온다.

## 인접역
| 도카이 여객철도 도카이도 본선 | 도카이 여객철도 도카이도 본선        | 도카이 여객철도 도카이도 본선 |
| ----------------------------- | ------------------------------------ | ----------------------------- |
| 니시기후 나고야·도요하시 방면 | ■ 특별쾌속·신쾌속·쾌속·구간쾌속·보통 | 오가키 방면                   |